# Martaizé

Martaizé este o comună în departamentul Vienne, Franța. În 2009 avea o populație de 379 de locuitori.